# Dziennikarstwo
Dziennikarstwo – działalność polegająca na zbieraniu i upublicznianiu za pomocą środków masowej komunikacji informacji o wydarzeniach, ludziach oraz problemach.
Dziennikarstwo można podzielić na:
- profesjonalne (wykonywane przez dziennikarzy) oraz nieprofesjonalne,
- prasowe (poprzez prasę), agencyjne (zob. agencja prasowa), radiowe, telewizyjne i internetowe (poprzez tzw. media elektroniczne);
- komercyjne (realizowane dla zysku właściciela mediów) oraz niekomercyjne (dla organizacji państwowych, społecznych, religijnych oraz innych non-profit);
- lokalne, krajowe i międzynarodowe;
- polityczne, gospodarcze, sportowe, kulturalne i inne specjalne.

## Gatunki dziennikarskie
System gatunków dziennikarskich można podzielić na dwa podsystemy: pierwszy obejmuje gatunki informacyjne, drugi – publicystyczne.
Gatunki informacyjne pełnią przede wszystkim funkcję powiadamiania. Pozwalają tekstom przekazywać wiadomości w sposób najbardziej zwarty i rzeczowy oraz możliwie najbliższy faktom, zjawiskom czy wydarzeniom. Dają możliwość rozszerzenia wiedzy odbiorcy o świecie.
- wzmianka – najmniejszy gatunek informacyjny. Zawiera powiadomienie o pojedynczym fakcie lub wydarzeniu.
- notatka – jest odmianą wzmianki wzbogaconej o dodatkowe fakty szczegółowe. Cechą charakterystyczną notatki jest statystyczne wyliczanie tych faktów.
- sprawozdanie – prezentacja zdarzeń, które już się zakończyły i mają swój finał. Fakty przedstawiane są w sposób dynamiczny oraz w porządku czasowym.
- relacja – równoległa prezentacja zdarzeń, które trwają. Przekaz barwny, emocjonalny.
- życiorys – chronologiczne przedstawianie wydarzeń z życia postaci. Obowiązuje ograniczenie do istotnych dat i faktów.
- sylwetka – sposób prezentacji osób przez opis ich osobowości, a także wyglądu zewnętrznego, sposobu bycia, upodobań itd.
- kalendarium – uporządkowane chronologicznie wzmianki lub notatki przekazujące informacje o zdarzeniach, jakie miały miejsce w ściśle określonym przedziale czasowym (tydzień, miesiąc, rok itd.).
- przegląd prasy – seria cytatów z najciekawszych materiałów zamieszczonych w innych mediach.
- reportaż – sprawozdanie dziennikarskie z prawdziwych wydarzeń, wzbogacone o dokładny opis środowiska, charakterystykę postaci oraz o wrażenia samego reportera.
- wywiad – rozmowa przeprowadzona przez dziennikarza z budzącą zainteresowanie osobą. Składa się z celowo formułowanych pytań i odpowiedzi.

Gatunki publicystyczne podporządkowane są funkcji interpretacyjnej i perswazyjnej; służą wyjaśnianiu rzeczywistości. Pozwalają pogłębiać już posiadaną wiedzę oraz wywoływać intelektualne i emocjonalne reakcje na przedstawiane fakty.
- komentarz – wypowiedź publicystyczna o najwyższym stopniu aktualności i silnie zarysowanym stanowisku autora (autorów).
- artykuł – wypowiedź publicystyczna na aktualne w danym momencie tematy, w której wywód podporządkowany jest wyraźnie sformułowanym tezom.
- esej – obszerny utwór, swobodnie rozwijający i interpretujący jakieś zjawisko lub dociekający problemu. Charakteryzuje go niekonsekwentna erudycja, brak linearności, skojarzenia poetyckie, zaskakujące sformułowania, paradoksy oraz narracja liryczno-refleksyjna.
- recenzja – omówienie lub ocena jakiegoś faktu kulturalnego (wydania książki, wystawy, koncertu, spektaklu, filmu). Powinna zawierać skrótowe przedstawienie treści omawianego utworu.
- felieton – krótki utwór publicystyczny w lekkiej i dowcipnej formie, poruszający aktualne sprawy, także trudne i bulwersujące. Jest cykliczny i ma stałą pozycję w czasopismach i mediach elektronicznych.
- debata (dyskusja) – jest formą wywiadu, bierze w niej udział większa liczba osób reprezentująca różne stanowiska na dany temat. Istotną rolę pełni prowadzący.

## Tworzenie informacji
Tworząc informacje dziennikarze opierają się na przewidywalnych elementach wydarzeń. Socjologowie Harvey Molotch i Marilyn Lester obserwując praktyki dziennikarskie podzielili wydarzenia przedstawiane przez media na cztery kategorie:
- wydarzenia rutynowe – wydarzenie dominujące statystycznie.
- skandale – wydarzenia kontrowersyjne.
- wypadki – wydarzenia nieprzewidziane, nagłe.
- szczęśliwe trafy – wydarzenia przypadkowe, dające możliwość zbudowania wokół niego zainteresowania.

Niektóre wydarzenia można nazwać "uprzywilejowanymi" ze względu na ich szczególny charakter np. wydarzenia dramatyczne lub po prostu te, do których dziennikarz ma łatwy dostęp.